# Andrzej Dyrcz
Andrzej Dyrcz (ur. 9 stycznia 1933 w Cieszynie) – polski ekolog i ornitolog, profesor nauk przyrodniczych, w latach 1975–2003 kierownik Zakładu Ekologii Ptaków Uniwersytetu Wrocławskiego.

## Życiorys
W latach 1950–1953 studiował biologię na Uniwersytecie Jagiellońskim, a następnie na Uniwersytecie Wrocławskim, gdzie w 1955 uzyskał tytuł magistra. Również na Uniwersytecie Wrocławskim uzyskał stopień doktora (1960) i doktora habilitowanego (1969). W 1982 otrzymał tytuł profesora nauk przyrodniczych. Obecnie jest emerytowanym profesorem i wolontariuszem na Uniwersytecie Wrocławskim.
Jego dorobek naukowy dotyczy biologii, ekologii, ekologii behawioralnej i faunistyki ptaków. W latach 1968–1980 zorganizował i prowadził pionierskie, zespołowe badania nad awifauną torfowisk Kotliny Biebrzańskiej i Pojezierza Łęczyńsko-Włodawskiego, które przyczyniły się do objęcia ochroną tych terenów. Często cytowane były jego publikacje dotyczące systemów rozrodczych dwóch gatunków ptaków (trzciniak i wodniczka) związanych ze środowiskiem wód i bagien.
Prowadził badania ornitologiczne zakończone publikacjami na jeziorach Szwajcarii (stypendium Schweizerische Vogelwarte – 1973, 1974 i 1975), w Panamie (stypendia Smithsonian Institution; 1979, 1998 i 1999), peruwiańskiej Amazonii (1985/1986), Papui-Nowej Gwinei (stypendium Christensen Research Institute z siedzibą w Oxfordzie, 1990), w Japonii (stypendium Public Work Research Institute – 1996) i Ekwadorze (Yanayacu Biological Station & Center of Creative Studies, 2007, 2008, 2009). Odbył staże naukowe w Vogelwarte Radolfzell i na Uniwersytecie w Heidelbergu (stypendia Deutsche Forschungsgemeinschaft – 1999 i 2002).
Zorganizował Zakład Ekologii Ptaków Uniwersytetu Wrocławskiego i kierował nim przez 28 lat (1975-2003). W r. 1982 powołał do życia czasopismo (roczniki) Ptaki Śląska, którego redaktorem jest do dzisiaj. Wypromował 10 doktorów i kilkudziesięciu magistrów. Brał udział w tworzeniu Biebrzańskiego Parku Narodowego; w latach 2001–2004 był przewodniczącym Rady Naukowej tego Parku. Był członkiem korespondentem (z wyboru) British Ornithologists’ Union. Członek honorowy Polskiego Towarzystwa Zoologów, Ogólnopolskiego Towarzystwa Ochrony Ptaków i Śląskiego Towarzystwa Ornitologicznego.

## Publikacje
Jego dorobek naukowy obejmuje 248 publikacji głównie związanych z ornitologią. Jest współautorem monografii faunistycznej Ptaki Śląska (1991) oraz książki Ostoje ptaków w Polsce (1994), a także autorem monografii Wodniczka (2020) i Trzciniak (2021), autorem podręcznika Biologia ptaków, który ukazał się w roku 2023 oraz książki autobiograficznej Wśród ptaków i ludzi (2015). Poza tym jest autorem rozdziału Ptaki w wielotomowym dziele Fauna Polski. Charakterystyka i wykaz gatunków i współautorem w 11 tomie Handbook of the Birds of the World.

## Odznaczenia
W 2003 roku został odznaczony Krzyżem Oficerskim Orderu Odrodzenia Polski.